# スーパー・ホニオ・ブラザーズ
スーパー・ホニオ・ブラザーズおよびスーパー・ホニオ・ブラザーズ2(Super Hornio Brothers and Super Hornio Brothers II)は任天堂のスーパー･マリオ・シリーズをパロディしたポルノ映画で、1993年の映画「スーパーマリオ 魔界帝国の女神」と同じ年に公開された。2作ともキャストは同じで、バック・アダムス、T・T・ボーイ、ロン・ジェレミー、チェルシー・リンクスが主役を演じている。パロディ・ポルノの「幻の名作」と形容されることもあるが、アメリカの掲示板サイト「サムシング・オーフル」のコラム「ホラー・オブ・ポルノ」にレビューが掲載されて新たな人気を獲得した。任天堂はこの映画の流通を防ぐためパート1とパート2の権利を買い取っている。

## あらすじ

### スーパー・ホニオ・ブラザーズ
コンピューター・プログラマーのスクイージー・ホニオ（ロン・ジェレミー）とその兄オルニオ・ホニオ（T・T・ボーイ）は、開発中のコンピューターゲームの異常な過負荷出力によりゲームのなかにテレポートさせられる。なんとか感覚を取り戻したスクイージーは、自分たちが電源を落としたときのモニターの暗闇のなかに閉じ込められていることに気づき、それをオルニオに解説する。そして兄弟はコンピューターウイルスから、プーパー大王（バック・アダムス）がペルリーナ姫（チェルシー・リンクス）を意のままにしていることを教えられる。力ずくでペルリーナ姫に手伝わせてまで達成したいプーパー大王の目的とは、特殊なジェネレーターで活性化させたザーメンのつまった容器を地球に持ち込むことだった。
スクイージーとオルニオはコンピューターの世界を冒険し、自分たちを邪魔して時間を稼ごうとする悪役たちに遭遇しながらも旅を続ける。途中でスクイージーはしばし兄と離ればなれになる。先にプーパー大王の隠れ家を探すことにしたスクイージーは、ペルリーナ姫を救い出そうとするが、プーパー大王にみつかってしまう。一人プーパー大王との戦いを試みるが、スクージーは負ける寸前まで追い詰められる。そこにオルニオが再び現れ、プーパー大王を例の容器に押し込み、その中で大王を溶かしてついに倒した。兄弟はペルリーナ姫にテレポートで地球に帰して欲しいと頼むが、テレポートされたのはオルニオと姫だけで、スクイージーはコンピュータの世界に置いてけぼりになる。現実に戻るためにジェネレーターを操作しようとするスクイージーの前に、復活したプーパー大王が姿を現し、スクーイージーは捕まってしまったかにみえる。

### スーパー・ホニオ・ブラザーズ2
時間をかけて第一作を振り返った後にペルリーナ姫とオルニオはスクイージーのオフィスにテレポートで戻ってくる。スクイージーがどこにいるのかと心配するオルニオだが、ペルリーナ姫にプーパー大王から救ってくれたお礼にとセックスを誘われ心は揺れ動く。それでもオルニオは弟を現実世界に戻してくれるようペルリーナに頼む。しかしテレポーテーションは大失敗してしまう。「スーパー・ホニオ・ブラザーズ1」の最期にジェネレーターの前で対峙していたときのままにスクイージーとプーパー大王をテレポートさせてしまったのだ。プーパー大王はそこから脱出し、究極の目標の実現に向かい始める。ペルリーナ姫がホニオ・ブラザーズにした簡潔な説明によればその究極の目標とは「プーパー大王の子孫を産ませ、増やす」ことにあった。プーパー大王がその手始めに売春婦に声をかけているあいだ、スクイージーはジェネレーターがプーパー大王の野望の鍵であることに気づき、それを破壊するための計画を立てる。
そしてスクイージーとオルニオはコンピューターの前で最初と同じ行動を繰り返し、ゲームの世界に再びテレポートする。コンピューターウイルスに従って、オルニオは敵の女の気をそらし、弟とウイルスをプーパー大王の隠れ家まで行かせる。スクイージーはプーパー大王の野望を阻止するために、コンピューターウイルスでジェネレーターを「オーバーロード」（過負荷）させて操作不能にするというアイディアを思いつく。コンピューターウイルスは機械のまえで身体をまさぐってみせ、実際にオーバーロードさせる。スクイージーは現実世界に戻ったオルニオとペルリーナ姫に、ジェネレーターを過負荷にしたので、プーパー大王はいまや「天国と地獄の中間にいる状態」だと話して聞かせ、もう何の問題もないと伝える。興奮したペルリーナ姫はオルニオに飛びつき、抱きしめ、スクイージーは無視される。冷い扱いをされたスクイージーはカメラに向かって、映画がこういう風に終わることを予想していたと独りごちる。

## キャスト

### スーパー・ホニオ・ブラザーズ
- バック・アダムス – プーパー大王
- T・T・ボーイ – オルニオ・ホニオ
- コートニー – ボンデージ・クイーン、ボン・ドリ
- ドン・フェルナンド - ボブ
- ロン・ジェレミー – スクイージー・ホニオ
- クリスティー・リン– クモ女
- チェルシー・リンクス– ペルリーナ姫
- キティ－・ヤン – 悪の女王、イレーザ

### スーパー・ホニオ・ブラザーズ2
- バック・アダムス – プーパー大王
- T・T・ボーイ – オルニオ・ホニオ
- ドン・フェルナンド - ボブ
- ロン・ジェレミー – スクイージー・ホニオ
- クリスティー・リン– クモ女
- チェルシー・リンクス– ペルリーナ姫

## 製作
最初にこの企画に資金を提供したのはポルノ映画専門のシンシティ・エンターティメントだったが、このスタジオが後に撤退したため、バック・アダムスは映画を完成させるためにミッドナイト･ビデオの支援を受けなくてはならなかった。予算と引き換えにミッドナイト・ビデオは37ページあった脚本を短くして映画を二部に分けることをアダムスに提案し、撮影スケジュールを3日から2日にするよう要求した。
もともと単なるうわさだと考えられていたことではあるが、オフィシャルサイトでロン・ジェレミーはこの映画のパート1とパート2の両方を自分たちの膨大なライブラリの一部として視聴できるようにすることを望んでいたが、任天堂が二度とこの作品を流通させないように映画の権利を買い上げたと証言している。

## サムシング・オーフル
2008年7月、サムシング・オーフルのザック・パーソンズはフォーラムに投稿されたコメントで「マリオ・ブラザーズ」シリーズの成人向けパロディ映画が存在するという情報を入手した。はじめはつくり話と片付けていたパーソンズだが、本当にあるということがわかり、ショップをまわってビデオを購入しようとしたがまったく見つからなかった。8月になり、彼はサイト内の「ホラー・オブ・ポルノ」のコーナーでレビューするために実物を手に入れるのが課題となっていると発言した。利用者から会話のシーンがひとつもないセックスだけのCD-ROMが送られてきたり、「スーパー・ホニオ・ブラザーズ」を購入した記憶はあっても結局は別のポルノビデオととり違えている人間がいたり、一本300ドルで売ろうという人まで現れたりと様々な情報がよせられたがそのほとんどが間違った手がかりだった。しかし2009年6月にある匿名の利用者がレビューのためにとサムシング・オーフルへDVDにリッピングした「スーパー・ホニオ・ブラザーズ2」を送ってきたのである。「スーパー・ホニオ・ブラザーズ」もこのパート2の「前回の振り返り」部分に収録されており、最初の映画に遡って鑑賞したというには十分なものだった。
こうしてサムシング・オーフルに掲載された記事は、他のサイトがこの成年向けパロディの「情報を入手」して記事を書くときの基本となることもしばしばだった 。しかしこの映画が実在しないという説にもそれなりに支持者がついた。

## 受容
「ホラー・オブ・ポルノ」のコーナーで、サムシング・オーフルのザック・パーソンズは「スーパー・ホニオ・ブラザーズ2」に−33という点数をつけ、バック・アダムスは「スーパーマリオ 魔界帝国の女神」よりもずっと「マリオ・ブラザーズ」シリーズにあっていると述べている。また経緯を知らない最初のうちは、どうしてこのような映画がネット上で長い間注目を浴びずにいたのかを不思議がってもいた。
ザ・シネマ・スノッブでも「スーパー・ホニオ・ブラザーズ」と「スーパー・ホニオ・ブラザーズ2」のレビューが行われている。この映画がパロディ・ポルノにおける「幻の名作」と考えられてきたことに言及されてはいるが、まとまりの無い箇所が様々に指摘され、パート1とパート2の両方が酷評されている。登場人物の名前の付け方や配役、ゲームの効果音を使ってもっといい映画にするやり方、1992年のロス暴動のような90年代のロサンゼルスへのあからさまな目配せ、などの点にコメントが集まった。
2011年12月にサムシング・オーフルとこのポルノ映画の顛末をまとめた「コタク」の記者は、「がっかり」したというニュースサイト「Gameranx.com」の反応を伝え、落胆した人間は「スーパー・マリオ・ブラザーズ」で遊んだときにクモ女やハードコア・セックスを覚えていないのかと（おどけて）いぶかしがっている。